# Discocelia
Discocelidaceae, Discoceliidae, Discocelida
Ne doit pas être confondu avec Discocelidae.
Ordre
Famille
Genre
Discocelia, unique représentant de la famille des Discoceliidae et de l'ordre des Discocelida, est un genre de protistes de l'embranchement des Cercozoa et de la classe des Imbricatea.

## Étymologie
Discocelia est dérivé du grec δισκοσ / diskos, « disque », et peut-être du latin celare, « se cacher dans les ténèbres », littéralement « disque caché », en référence à son lieu de vie caché au sein des sédiments marins.

## Description
Discocelia est caractérisé par la présence d'une racine latérale droite unique (orientée à 90° par rapport à l'axe du sillon)
.
Selon N. Vors, Discocelis saleuta (Discocelia saleuta) est un flagellé incolore, découvert dans les sédiments marins. La cellule est en forme de disque et possède un voile antérieur et deux flagelles inégaux insérés antérieurement. La périphérie du corps cellulaire et le voile sont soutenus par des rubans de microtubules. Trois racines flagellaires, chacune comprenant relativement peu de microtubules, naissent des corps basaux flagellaires. Deux de ces racines courent postérieurement sous la membrane cellulaire ventrale, tandis que la troisième racine court principalement le long du bord postérieur du voile. La cellule est aussi caractérisée par un organite paranucléaire de type « microcorps » et par une rangée d'extrusomes bordant la périphérie cellulaire. Les mitochondries ont de courtes crêtes tubulaires. Ce minuscule flagellé adhère étroitement aux grains de sable.

## Habitat
Discocelia saleuta est un flagellé qui vit au sein des sédiments marins.

## Liste des espèces
Selon Cavalier-Smith, 2012 :
- Discocelia punctata Larsen & Patterson, 1990
- Discocelia saleuta Vørs, 1988 espèce type

## Systématique
Le nom valide de ce taxon est Discocelia Cavalier-Smith, 2013.
Discocelia a pour synonyme : Discocelis Vørs, 1988, lequel est non valide Discocelis étant un nom de genre déjà attribué par Blanchard en 1847, à un ver plat.

## Publications originales
- (en) Naja Vørs, « Discocelis saleuta gen. nov. et sp. nov. (Protista incertae sedis): — A new heterotrophic marine flagellate. », European Journal of Protistology , vol. 23, no 4,‎ 1988, p. 297-308 (ISSN 0932-4739, lire en ligne, consulté le 16 décembre 2024).

- (en) T. Cavalier-Smith, « Early evolution of eukaryote feeding modes, cell structural diversity, and classification of the protozoan phyla Loukozoa, Sulcozoa, and Choanozoa. », European Journal of Protistology , vol. 49, no 2,‎ 2012, p. 115-178 (ISSN 0932-4739, lire en ligne [PDF], consulté le 16 décembre 2024).